# Licinia de sodalitiis
Lex Licinia de sodalitiis va ser una antiga llei romana que s'ocupava de reprimir el suborn. Està datada l'any 55 aC i castigava les intrigues de les societats o aliances formades per obtenir de manera il·legal algunes magistratures o alts càrrecs a províncies. La va proposar Marc Licini Cras quan era cònsol amb Gneu Pompeu.